# Gare de Montmollin-Montezillon
La gare de Montmollin-Montezillon est une gare ferroviaire fermée située sur le territoire de la commune suisse de Rochefort dans le canton de Neuchâtel.

## Situation ferroviaire
Établie à 777,2 mètres d'altitude, la gare de Montmollin-Montezillon est située au point kilométrique 14,06 de la ligne Neuchâtel – La Chaux-de-Fonds – Le Locle-Col-des-Roches, entre les gares de Chambrelien (en direction de Neuchâtel) et des Geneveys-sur-Coffrane (en direction du Locle).
Elle est dotée d'une seule voie bordée par un quai.

## Histoire
La gare de Montmollin-Montezillon a été ouverte en même temps que la section de Neuchâtel aux Hauts-Geneveys de la ligne de Neuchâtel au Locle via la Chaux-de-Fonds, le 1er décembre 1859,,,.
Depuis le changement d'horaire du 13 décembre 2015, la gare de Montmollin-Montezillon a été fermée au trafic voyageurs, et ce malgré avoir été rénovée et mise aux normes d'accessibilité aux personnes à mobilité réduite quelques années auparavant. La circulation de ces deux trains par heure et par sens a nécessité la suppression de trois arrêts sur les trains reliant Neuchâtel à La Chaux-de-Fonds, à savoir Montmollin-Montezillon mais aussi Les Deurres et Corcelles-Peseux dont la desserte a été récupérée par un train régional effectuant spécifiquement la desserte de ces deux gares depuis Neuchâtel. Une manifestation a eu lieu pour protester contre la suppression de l'arrêt des trains dans la gare et une pétition a été signée par plus de 300 habitants pour protester contre la décision mais aussi demander une meilleure liaison en bus avec la gare de Corcelles-Peseux,.
En 2019, les CFF ont mis à l'enquête publique un projet de destruction de la halte. Le conseil municipal de la commune de Rochefort a jugé la décision « choquante ».

## Projets
Le 21 juin 2020, les chambres fédérales ont validé le financement d'une nouvelle ligne ferroviaire directe entre Neuchâtel et la Chaux-de-Fonds, intégrée dans le cadre du programme d'investissements PRODES 2035, qui permettra d'exploiter quatre trains par heure reliant les deux gares en 14 minutes. Un point de croisement sera construit au niveau de la gare souterraine de Cernier où s'arrêteront tous les trains,,.
Dans le cadre de ce projet, la voie ferrée traversant la gare de Montmollin-Montezillon devrait être désaffectée.